# Amphorula sachalinensis
Amphorula sachalinensis är en svampart som beskrevs av Grove 1922. Amphorula sachalinensis ingår i släktet Amphorula och familjen Annulatascaceae.   Inga underarter finns listade i Catalogue of Life.